# Resolutie 2375 Veiligheidsraad Verenigde Naties
Resolutie 2375 van de Veiligheidsraad van de Verenigde Naties werd op 11 september 2017 met unanimiteit aangenomen door de VN-Veiligheidsraad. Nog geen week na de vorige keer, verstrengde de Veiligheidsraad de sancties tegen Noord-Korea, nadat dit land opnieuw een kernproef had uitgevoerd. Een paar dagen nadien al provoceerde Noord-Korea opnieuw door een ballistische raket te lanceren.

## Standpunten

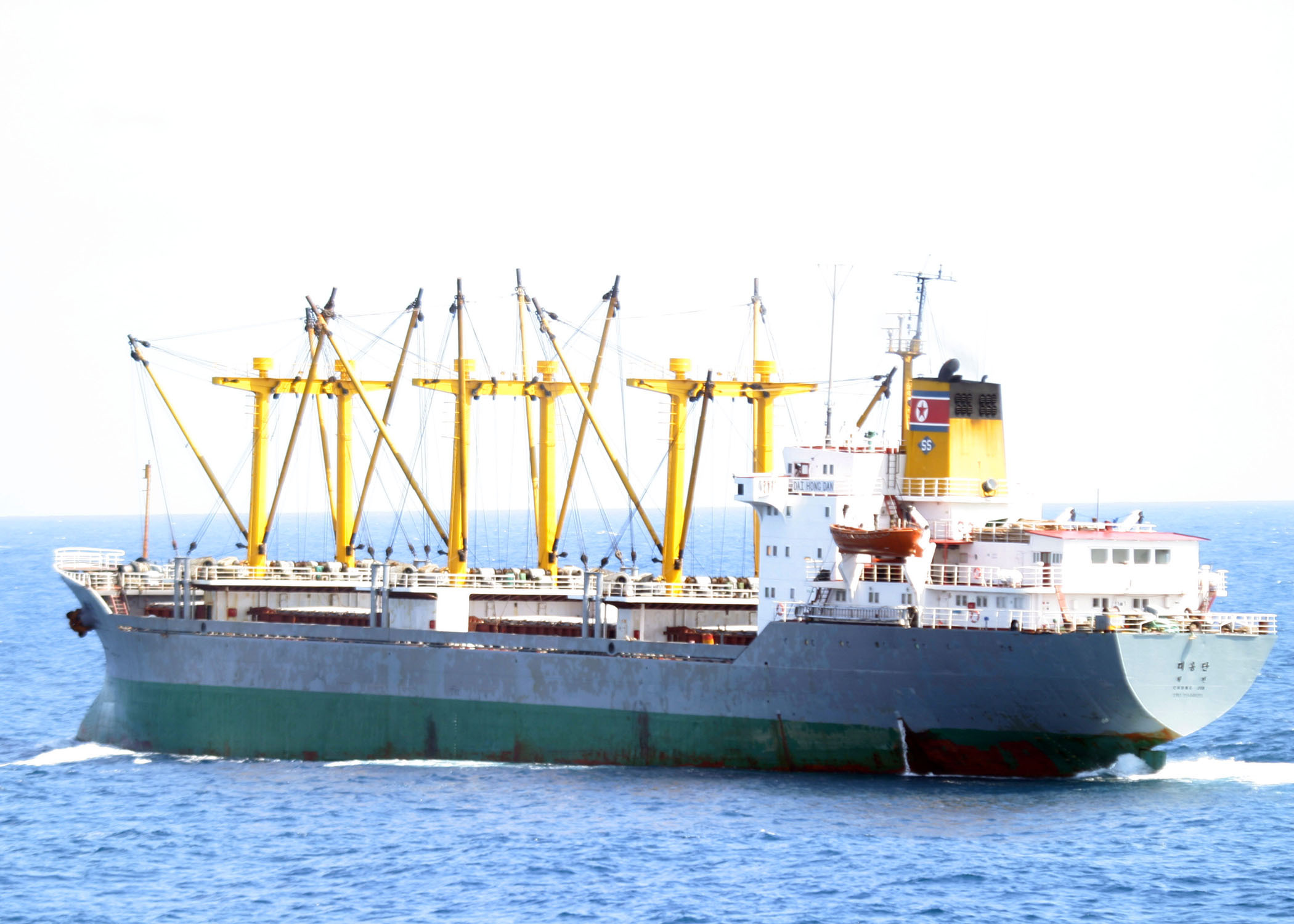
Het Noord-Koreaanse vrachtschip Dai Hong Dan nabij Somalië.

De Amerikaanse vertegenwoordiger zei dat de sancties Noord-Korea zwaar zouden raken. Gecombineerd met eerdere sancties gold nu een embargo tegen 90% van de uitvoer van het land. Daardoor zou Noord-Korea het moeilijker krijgen om zijn kernwapenprogramma verder te financieren. Door joint ventures te verbieden zou ook voorkomen worden dat het land aan buitenlandse kennis, technologie en investeringen kon komen waarmee het dit programma kon voortzetten. Deze maatregelen zouden echter enkel werken als alle landen ze strikt naleefden. Ze zei ook dat haar land niet uit was op oorlog, en dat er nog een weg terug was. Zuid-Korea zei dat Noord-Korea de sancties deze keer echt zou voelen. Men wilde het land echter niet op de knieën krijgen, doch slechts een vreedzame oplossing voor de nucleaire kwestie bereiken. Alle landen waren het erover eens dat de kwestie op diplomatieke wijze moesten worden opgelost.
De VS had ook alle buitenlandse banktegoeden van leden van het Noord-Koreaanse regime willen bevriezen, maar die clausule werd uit de ontwerptekst geschrapt. Ook had de VS een totaal embargo op olie-uitvoer naar Noord-Korea voorzien, maar dat werd afgezwakt tot een beperkte uitvoer. Onder impuls van Rusland en China riep de resolutie ook op om opnieuw te onderhandelen.
China en Rusland verwezen naar het gezamenlijke voorstel dat ze op 4 juli 2017 hadden gedaan, waarbij Noord-Korea zijn kernwapenprogramma zou bevriezen als Zuid-Korea en de VS in ruil hun militaire oefeningen zouden staken. Ze vonden dat een realistisch plan dat serieus overwogen diende te worden. De VS waren er echter niet voor te vinden. China wilde voorts dat de VS zijn THAAD-raketverdedigingssysteem dat in Zuid-Korea was opgesteld weer zou verwijderen. Rusland vroeg zich af waarom het land dat de resolutie had opgesteld, de VS, bemiddeling door secretaris-generaal António Guterres afwees, en aarzelde om de "vier nee's" te bevestigen: het regime wijzigen, het regime omver werpen, Noord- en Zuid-Korea herenigen en militairen inzetten ten noorden van de 38e breedtegraad.
Noord-Korea van zijn kant noemde de nieuwe sancties "schurkachtig", en zei dat ze de VS "de ergste pijn zouden laten voelen die ze ooit in hun geschiedenis hebben gevoeld".

## Achtergrond
Al in 1992 werd een akkoord gesloten over de bevriezing van Noord-Korea's kernprogramma. In het begin van de 21e eeuw kwam het land echter in aanvaring met de Verenigde Staten, toen president George W. Bush het land bij de zogenaamde as van het kwaad rekende. Noord-Korea hervatte de ontwikkeling van kernwapens en ballistische raketten om ze naar het doel te brengen. In 2006 voerde het land een eerste kernproef uit, in 2009 gevolgd door een tweede. Hieropvolgend werden middels resolutie 1718 sancties ingesteld tegen het land. Er volgden hierop nog verschillende nieuwe kernproeven en steeds zwaardere sancties. Zo ook op 3 september 2017, toen een waterstofbom van naar schatting 250 kiloton werd getest.

## Inhoud
De Veiligheidsraad veroordeelde de kernproef die Noord-Korea in de ochtend van 3 september 2017 (nog 2 september in Europa) had uitgevoerd, waarmee het eerdere resoluties had geschonden, de internationale inspanningen met betrekking tot het non-proliferatieverdrag in het gedrang kwamen en de vrede en stabiliteit in de regio en daarbuiten werd bedreigd. Men veroordeelde Noord-Korea omdat het zijn schaarse middelen in de ontwikkeling van kernwapens en raketten bleef steken, terwijl zijn bevolking in zeer slechte omstandigheden leefde.
Het comité dat toezag op de sancties tegen Noord-Korea kreeg de opdracht nog meer producten die eventueel konden worden gebruikt om wapens te maken toe te voegen aan de lijst met goederen die niet aan Noord-Korea verkocht mochten worden. Landen kregen ook toestemming om schepen die ervan verdacht werden zulke goederen te vervoeren op zee te inspecteren. Als de vlaggenstaat dit weigerde, moest die het schip naar een haven sturen voor inspectie aldaar.
Er werd ook een embargo ingesteld op aardgascondensaten en vloeibaar aardgas naar Noord-Korea. De levering van geraffineerde aardolieproducten werd aan banden gelegd. Tussen 1 oktober en 31 december 2017 mochten maximaal 500.000 vaten geleverd worden, en vervolgens jaarlijks niet meer dan twee miljoen vaten. De import van benzine, diesel en stookolie zou daardoor nagenoeg gehalveerd worden.
Ook de levering van ruwe aardolie werd beperkt. Landen mochten er op een jaar tijd niet meer van leveren dan ze in de twaalf maanden voor deze resolutie hadden gedaan. Het comité mocht hierop uitzonderingen toestaan als de levering ten goede kwam aan de bevolking, en niet aan de Noord-Koreaanse wapenprogramma's. Op die manier werd Noord-Korea's olie-import met ongeveer een derde verminderd. China leverde op dat moment het grootste deel van de 10.000 vaten ruwe olie die Noord-Korea dagelijks invoerde.
Nog een embargo werd ingesteld op textiel en textielproducten uit Noord-Korea. Dat was het op een na grootste exportproduct van het land. Hierdoor zou het regime ruim 600 miljoen euro aan inkomsten derven. Hier mocht het comité gedurende negentig dagen uitzonderingen toestaan voor wat betrof lopende contracten.
Landen mochten ook geen nieuwe visa uitreiken aan Noord-Koreanen om op hun grondgebied te komen werken. Hun inkomens werden immers door het Noord-Koreaanse regime aangewend om de wapenprogramma's te financieren. Ook hier mocht het comité uitzonderingen maken, als het werk te maken had met noodhulpverlening of verenigbaar was met de VN-resoluties. Bestaande arbeidscontracten bleven wel gewoon lopen. Zo'n 100.000 Noord-Koreanen werkten op dat moment in het buitenland. De Verenigde Staten schatte dat deze sanctie Noord-Korea op termijn nog eens jaarlijks 400 miljoen euro zou gaan kosten.
Landen kregen 120 dagen tijd om alle joint ventures met Noord-Koreaanse bedrijven te ontbinden, tenzij het comité de joint venture goedkeurde. Een maand eerder was met resolutie 2371 al verboden om nieuwe joint ventures te beginnen. Bestaande waterkrachtprojecten met China en de uitvoer van Russisch steenkool per spoor via Chasan naar de haven van Rajin werden uitgezonderd. Rusland betaalde Noord-Korea voor het gebruik van de haven.
Landen kregen ook negentig dagen de tijd om te rapporteren welke maatregelen ze hadden genomen om de nieuwe sancties in de praktijk te brengen. Omdat de Noord-Koreaanse bevolking zo hulpbehoevend was, mocht het comité uitzonderingen toestaan op de sancties voor hulporganisaties.
Opnieuw riep de Veiligheidsraad op om het Zeslandenoverleg te hervatten, met als doel het Koreaans Schiereiland kernwapenvrij maken en vrede bewerkstelligen tussen Noord-Korea en de Verenigde Staten.